# Torre Nossa Senhora da Glória
A Torre Nossa Senhora da Glória é uma torre e monumento localizado no município de Francisco Beltrão, no sudoeste do Paraná. Também conhecida como Torre da Concatedral Nossa Senhora da Glória, está situada ao lado da Concatedral Nossa Senhora da Glória, em frente ao Calçadão Central e a Praça Eduardo Virmond Suplicy.

## Construção
Sua construção foi iniciada no ano de 1999, sendo inaugurada e aberta para visitação pública no dia 25 de novembro de 2010. Sua estrutura está praticamente completa. A construção da Torre foi realizada pela construtora Engebel em parceria com a Diocese de Palmas-Francisco Beltrão, Prefeitura Municipal de Francisco Beltrão e com o Governo Federal.
A torre tem 100 metros de altura, possui um elevador com vista panorâmica e dois mirantes com vista em 360º de toda a cidade. Possui quatro relógios de 4,5 metros com iluminação de mais de 4.000 LEDs; um sino eletrônico em seu topo, o qual possui um toque inspirado no sino do Palácio de Westminster, o famoso Big Ben, na Inglaterra. Com a implementação do sino, a estrutura passa a estar entre as mais altas torres de relógio do mundo.
Atualmente possui o relógio de torre mais alto do Brasil, além de fazer parte da Lista das estruturas mais altas do Brasil.
A título de curiosidade, foram utilizados na montagem do relógio, 48 blocos, 8 ponteiros, 580 parafusos e 380 metros de fios. O ponteiro maior pesa 30 kg e tem 2 metros de comprimento.

## Cartão Postal de Francisco Beltrão
A Torre da Concatedral Nossa Senhora da Glória também é destaque durante o natal, sendo o palco do tradicional show pirotécnico que acompanha a cerimônia de abertura das festividades natalinas em Francisco Beltrão.
Juntamente com o Cristo Redentor situado no Morro do Calvário, a torre é consagrada como cartão postal de Francisco Beltrão, e um dos pontos turísticos que mais recebe visitantes. No ano de 2017 por exemplo, 47 mil pessoas de 32 países visitaram o local. Já em 2018, o número de visitas foi de 22 mil pessoas de 14 países, haja vista que o monumento ficou fechado ao público durante parte do ano para receber melhorias.